# Zentrum für Britisch-Deutsche Kulturbeziehungen

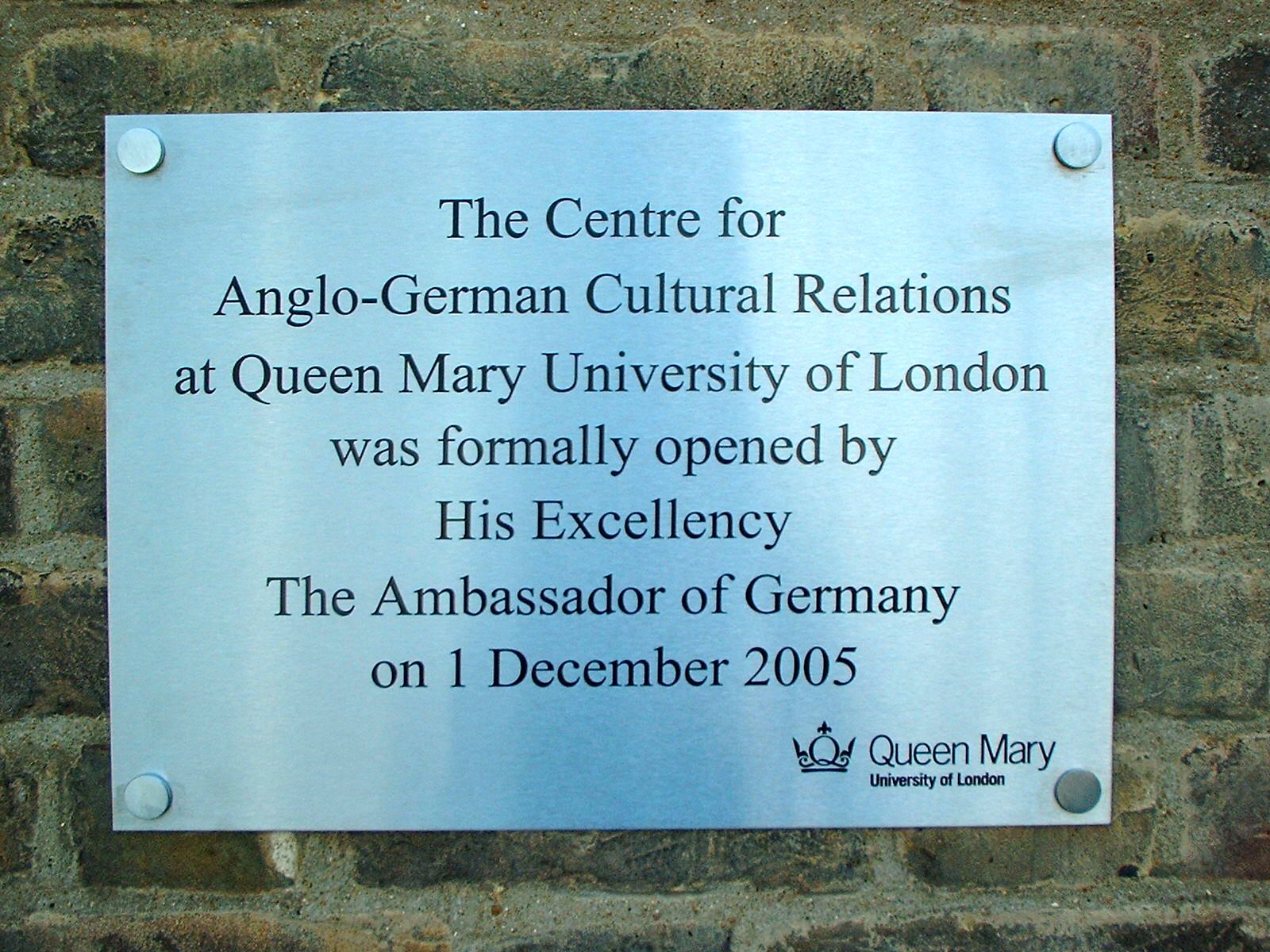
Plakette zur Gründung des CAGCR, angebracht am Lock-keeper's Cottage der QMUL, Mile End Campus, London E1 4NS.

Das Zentrum für Britisch-Deutsche Kulturbeziehungen (Centre for Anglo-German Cultural Relations / CAGCR) ist eine seit 2005 an der Queen Mary University of London bestehende Forschungseinrichtung. Gegründet wurde sie vom derzeitigen Direktor, Rüdiger Görner. Offiziell eröffnet wurde die Forschungseinrichtung vom Deutschen Botschafter in London, Thomas Matussek. Ehrengast bei der Eröffnung war Paul Oestreicher, Domkapitular und Leiter des Internationalen Versöhnungszentrums der Kathedrale von Coventry.
Das CAGCR beschäftigt sich schwerpunktmäßig mit vier Forschungsgebieten, die von Angehörigen der Deutschen Abteilung des Queen Mary College der Universität London geleitet werden: Literatur (Astrid Köhler); Sprache und Sprachwissenschaft (Falco Pfalzgraf); Geistesgeschichte (Angus Nicholls); Kulturtransfer und Theater (Robert Gillett). Das Forschungszentrum hat seinen eigenen Master-Studiengang und nimmt Bewerbungen von Doktoranden an. Neben einem knappen Jahresbericht gibt das CAGCR auch das im Verlag Walter de Gruyter erscheinende Angermion. Jahrbuch für britisch-deutsche Kulturbeziehungen heraus.
Das CAGCR ist Schirmherr des Zweigs London der Gesellschaft für deutsche Sprache (GfdS).